# Silvio Ferri
Silvio Ferri (Lucca, 2 novembre 1890 – Pisa, 15 dicembre 1978) è stato un archeologo italiano.

## Biografia
Fu professore di archeologia e storia dell'arte classica a Pisa (tra i suoi allievi anche Salvatore Settis) e divenne nel 1962 socio nazionale dell'Accademia dei Lincei. Dal 1958 al 1978 fu presidente dell'Accademia lucchese di scienze, lettere ed arti succedendo ad Augusto Mancini.
Condusse studi sui monumenti e sulle epigrafi di Cirene e sulla storia dell'arte romana. Raccolse vari termini tecnici dell'antico linguaggio critico romano e pubblicò  un'edizione commentata dei libri di Plinio il Vecchio sulle arti figurative.
Scavò nel Gargano, dove riportò alla luce importanti stele daunie.
Era padre dello storico Claudio Ferri e nonno del latinista Rolando Ferri, anch'egli docente universitario a Pisa.